# Округ Досон (Тексас)
Округ Досон (енгл. Dawson County) је округ у америчкој савезној држави Тексас. По попису из 2010. године број становника је 13.833.

## Демографија
Према попису становништва из 2010. у округу је живело 13.833 становника, што је 1.152 (7,7%) становника мање него 2000. године.
| Група             | 2000.         | 2010.         |
| Белци             | 6.349 (42,4%) | 5.402 (39,1%) |
| Афроамериканци    | 1.297 (8,7%)  | 905 (6,5%)    |
| Азијати           | 37 (0,2%)     | 49 (0,4%)     |
| Хиспаноамериканци | 7.222 (48,2%) | 7.387 (53,4%) |
| Укупно            | 14.985        | 13.833        |